# سيزار خيمينيز
سيزار خيمينيز (بالإسبانية: César Jiménez)‏ هو لاعب كرة قاعدة فنزويلي، ولد في 12 نوفمبر 1984 في كومانا في فنزويلا.

## وصلات خارجية
- سيزار خيمينيز على موقع دوري كرة القاعدة الرئيسي (الإنجليزية)
- سيزار خيمينيز على موقعبيزبول رفرنس.كوم (الدوري الرئيسي) (الإنجليزية)
- سيزار خيمينيز على موقعبيزبول رفرنس.كوم (الدوري الثانوي) (الإنجليزية)
- سيزار خيمينيز على موقع إي إس بي إن.كوم (أم.أل.بي) (الإنجليزية)
- سيزار خيمينيز على موقع مشجعي الرسوم البيانية (الإنجليزية)